# Aglossochloris mabillei
Aglossochloris mabillei là một loài bướm đêm trong họ Geometridae.